# Jefferson de Oliveira
Jefferson de Oliveira Galvão (São Vicente, 2 de enero de 1983), conocido simplemente como Jefferson, es un exfutbolista brasileño que jugaba como guardameta, se retiró en 2018 en el Botafogo y además jugó para la selección brasileña.

## Trayectoria

### Inicios
Realizó las inferiores en el Cruzeiro donde también debutó en 2000.

### Botafogo
Fue cedido a préstamo al Botafogo de Futebol e Regatas en 2003, jugando ahí hasta 2005.

### Trabzonspor
Fue contratado por el Trabzonspor turco.

### Konyaspor
En 2008 fue fichó por el también equipo turco Konyaspor donde estuvo hasta 2009.

### Botafogo
Regresó al Botafogo, club donde militó hasta su retiro.

## Selección nacional
Disputó la Copa Mundial Sub-23 de 2003 con la selección brasileña sub-20, competencia disputada en Emiratos Árabes Unidos la cual ganó.
El 26 de julio de 2010 fue citado por primera vez a la selección absoluta bajo la dirección técnica de Mano Menezes. Su primer partido fue en el Superclásico de las Américas contra la selección argentina. Participó de la Copa América 2011 y de la Copa Confederaciones 2013. En total ha disputado 7 partidos.
El 7 de mayo de 2014 Luiz Felipe Scolari incluyó a Jefferson en la lista final de 23 jugadores que representaron a Brasil en la Copa Mundial de Fútbol de 2014.

### Participaciones en Copas del Mundo
| Mundial                                | Sede                   | Resultado     |
| -------------------------------------- | ---------------------- | ------------- |
| Copa Mundial de Fútbol Juvenil de 2003 | Emiratos Árabes Unidos | Campeón       |
| Copa Mundial de Fútbol de 2014         | Brasil                 | Cuarto puesto |

### Participaciones en Copa América
| Copa              | Sede      | Resultado        |
| ----------------- | --------- | ---------------- |
| Copa América 2011 | Argentina | Cuartos de final |
| Copa América 2015 | Chile     | Cuartos de final |

### Participaciones en Copa FIFA Confederaciones
| Copa                           | Sede   | Resultado |
| ------------------------------ | ------ | --------- |
| Copa FIFA Confederaciones 2013 | Brasil | Campeón   |

## Clubes
| Club              | País    | Año       |
| ----------------- | ------- | --------- |
| Cruzeiro E. C.    | Brasil  | 2000-2005 |
| Botafogo (cedido) | Brasil  | 2003-2005 |
| Trabzonspor       | Turquía | 2005-2008 |
| Konyaspor         | Turquía | 2008-2009 |
| Botafogo          | Brasil  | 2009-2018 |

## Estadísticas

### Estadísticas en las selección de Brasil
| Selección | Año  | Partidos | Goles |
| --------- | ---- | -------- | ----- |
| Brasil    | 2011 | 4        | 0     |
| Brasil    | 2012 | 2        | 0     |
| Brasil    | 2013 | 3        | 0     |
| Brasil    | 2014 | 4        | 0     |
| Brasil    | 2015 | 9        | 0     |
| Brasil    | 2016 | 8        | 0     |

## Palmarés

### Títulos regionales
| Título             | Club     | País   | Año  |
| ------------------ | -------- | ------ | ---- |
| Taça Guanabara     | Botafogo | Brasil | 2010 |
| Taça Río           | Botafogo | Brasil | 2010 |
| Campeonato Carioca | Botafogo | Brasil | 2010 |
| Taça Río           | Botafogo | Brasil | 2012 |
| Taça Guanabara     | Botafogo | Brasil | 2013 |
| Taça Río           | Botafogo | Brasil | 2013 |
| Campeonato Carioca | Botafogo | Brasil | 2013 |
| Taça Guanabara     | Botafogo | Brasil | 2015 |
| Campeonato Carioca | Botafogo | Brasil | 2018 |